# Abate (cognome)
Abate è un cognome di lingua italiana.

## Varianti
Abà, Abati, Abba, Abbà, Abbadessa, Abbadia, Abbado, Abbafati, Abbate, Abbati, Avati, Avato, Degli Abati, Degli Abbati, Dell'Abate, Dell'Abbate, L'Abate, L'Abbate, Labà, Labate, Labbate.

### Alterati e derivati
Abatelli (pron. abatèlli), Abatello (pronuncia abatèllo), Abatini, Abatino.

### Composti
- Con Leo: Abbaleo (pron. abbalèo);[1]
- con Angelo: Abatangelo (pron. abatàngelo) e Abbatangelo (pron. abbatàngelo);[1][2]
- con Antuono: Abatantuono (pron. abatantuòno) e Abbatantuono (pron. abbatantuòno);[1][2]
- con Gianni: Abategianni (pron. abategiànni), Abbategianni (pron. abbategiànni), Abatescianni (pron. abatesciànni), Abbatescianni (pron. abbatesciànni);[1][2]
- con Lillo: Abatelillo e Abbatelillo;[1]
- con Russo: Abaterusso e Abbaterusso;[1]
- con Cola: Abaticola (pron. abaticòla) e Abbaticola (pron. abbaticòla).[1]

### Corrispondenti in altre lingue
Al cognome italiano Abate e suoi derivati corrispondono i cognomi inglesi Abbot e Abbott, i francesi Abadie, Abbadie e d'Abbadie, il tedesco Abt, lo spagnolo Abad.

## Diffusione
Cognome diffuso soprattutto nell'Italia Centrale e Meridionale nelle forme base e nei composti; nell'Italia settentrionale nelle forme Abà, Abbà e Labà.

## Etimologia
Deriva dal titolo religioso "abate" (abbate nelle varianti regionali del centro-sud).
Nel latino ecclesiastico abbas, deriva dall'aramaico אבא‎ (abba, cioè "padre").

## Storia
Il cognome Abate e simili si è formato dal termine "abate" usato come soprannome, così come il femminile "abadessa", ma nell'Italia settentrionale, specialmente in Piemonte, la forma tronca abà aveva il significato più specifico di "capo della festa" cioè colui che aveva l'incarico di dirigere i balli durante le feste popolari; quest'ultima forma ha dato origine ai cognomi Abà, Abbà e Labà.
Nelle zone di lingua grica il cognome Abatangelo può derivare direttamente dal greco Avatángelos.

## Persone
- Beniamino Abate
- Ignazio Abate
- Giuseppe Cesare Abba e Marta Abba
- Diego Abatantuono
- Antonio Abati
- Luigia Abbadia e Natale Abbadia
- Claudio Abbado
- Mario Abbate
- Giuseppe Abbati
- Pupi Avati
- Nicolò dell'Abate
- Fulvio Abbate
- Lirio Abbate

## Araldica
Alcuni cognomi di questo gruppo appartengono a famiglie nobili (nobili, conti, duchi e marchesi) e precisamente: Abate, Abati, Abbadessa, Abbate, Abbati, Abbati-Marescotti e Avati. Il motto degli Avati è Per aspera ad astra, cioè "attraverso le asperità alle stelle".